# Cylindropuntia bigelovii
Cylindropuntia bigelovii is een cactus uit het geslacht Cylindropuntia. De soort komt voor in de Amerikaanse staten Californië, Arizona, en Nevada en in het noordwesten van Mexico.